# Monete italiane medievali
Dalla seconda metà dell'VIII secolo con la riforma monetaria di Carlo Magno riprende la monetazione in Europa occidentale. Anche se la diffusione è inizialmente limitata, gradualmente con il seppur limitato aumento degli scambi l'uso della moneta si affianca al baratto che, dopo il crollo dell'Impero romano, era tornato ad essere il principale mezzo di scambio. 
Gradualmente le monete si diffondono e si parla in questo contesto di monetazione medievale.
La data del passaggio dalla monetazione medievale a quella moderna non è condivisa da tutti gli studiosi. In genere è fissata tra l'inizio del XV secolo e la metà del XVI.
Qui sono elencate e brevemente illustrate le monete italiane medievali.
Per le monete del periodo successivo vedi Monete italiane moderne
| Indice A B C D F G I L M N O P Q R S T V Z Note - Bibliografia - Altri progetti |

## A
- Agontano: moneta medievale del comune di Ancona, detta anche "grosso agontano", è una moneta d'argento; aveva il valore di un soldo e pesava circa 2,04-2,42 grammi. Porta al diritto una croce patente e la leggenda De Ancona; al rovescio la figura stante di fronte di S. Ciriaco in abiti vescovili e testa sporgente sulla leggenda "P.P. Quiriacus". Ebbe imitazioni a Pesaro, Ferrara (alicorno), Rimini, Bologna (pepolese), Ascoli, Arezzo, Volterra.
- Albulo
  - Albuli lucenses: denari inforziati (cioè migliorato di intrinseco) di Lucca del XII secolo.
  - Albuli o albi: mezzi denari di Venezia del XII secolo
  - Albulo di San Pietro: una moneta moderna di Lucca.
- Alfonsino:
  - Alfonsino d'oro: moneta d'oro emessa nel Regno di Napoli da Alfonso I di Napoli (1442-1458). Aveva il valore di un ducato e mezzo e fu battuta nella zecca di Gaeta nel 1437 e poi a Napoli nel 1442. Al diritto era rappresentato il re a cavallo ed al rovescio lo stemma degli Aragona.
  - Alfonsino d'argento: grosso emesso a Napoli da Alfonso I di Napoli. Il re era effigiato al dritto seduto in trono con lo scettro e il globo (sormontato da croce); al rovescio lo stemma degli Aragona.
  - Anfruxini: nome popolare dell'alfonsino minuto, il denaro battuto alle zecche di Alghero, Cagliari e Villa di Chiesa in Sardegna da Alfonso IV e Alfonso V d'Aragona.
- Ambrosino
  - Ambrosino d'argento: monete emesse dal comune di Milano tra le metà del XIII secolo e la metà del XIV:
    - Ambrosino piccolo: del valore di un soldo di terzuoli.
    - Ambrosino grosso: del valore di un soldo e mezzo (peso di 2,8 g di argento fine).
    - Ambrosino grandissimo: del valore di 4 soldi. Portava l'immagine di san Gervasio e san Protasio. Fu emesso nel 1311.

  - Ambrosino d'oro: equivalente milanese del fiorino battuto nella seconda metà del XIII secolo. Portava l'immagine di san Gervasio e san Protasio. Un ambrosino d'oro fu emesso anche durante l'Aurea Repubblica Ambrosiana (1447-1450).
    - Mezzo ambrosino: al dritto Sant'Ambrogio e al rovescio la lettera M in stile gotico
- Aquilino (o Adlergroschen): grosso in argento coniato a Merano nella seconda metà del XIII secolo. Al rovescio presentava l'aquila degli Hohenstaufen da cui il nome. Il termine aquilini è stato usato anche per altre monete, tra cui la moneta da 5 lire in argento emessa dal 1926 al 35 in Italia che recava al rovescio l'aquila ad ali spiegate su un fascio posto orizzontalmente.
- Armellino (ermellino): moneta d'argento del valore di 1/2 carlino emessa per la prima volta a Napoli e all'Aquila da Ferdinando I (1456-1494) per commemorare l'istituzione dell'Ordine Militare dell'Armellino. Fu emessa anche dai suoi successori Alfonso II e Ferdinando II. Presentava al dritto un armellino andante con la scritta DECORUM ed al rovescio lo stemma degli Aragona.
  - Armellino fu anche il nome di una moneta d'argento del valore di mezzo paolo emessa a Pesaro dai duca di Urbino Francesco Maria I Della Rovere (1508-1538) e Guidubaldo II della Rovere (1538 - 1574). Recava da una parte l'effigie del protettore di Urbino, san Crescentino, a cavallo e dall'altra un armellino con il motto NUMQUAM. Fu popolarmente detta volpetta.
- Astigiano: monete d'argento coniate dal comune d'Asti dalla seconda metà del XII secolo al XIV. Inizialmente grossi, denari ed oboli, in seguito tornesi, doppi grossi e grossi terzaroli. Da un lato recavano la scritta REX al centro e CVNRADVS II intorno, sull'altro la croce al centro e la scritta ASTENSIS intorno.
- Augustale: moneta d'oro emessa dall'imperatore Federico II a partire dal 1231 alla zecca di Messina e a quella di Brindisi.
- Azzalino: testone dei Paleologo, marchesi di Monferrato, coniata alla zecca di Casale. Recava al rovescio lo stemma con quattro B che sembravano un acciarino, da cui il nome.

## B
- Bagarone: nome in uso a Parma al principio del XVI secolo prima per indicare il denaro ormai di rame, poi, quando questo non fu più emesso, per indicare le monete di rame di poco valore. In uso anche in altri centri dell'Emilia.
- Bagattino: nome popolare dei "denari piccoli", in biglione prima ed in rame poi, emessi in molte città dell'Italia settentrionale a partire dalla fine del Duecento. Valeva un dodicesimo di soldo.
- Baiocco (o Bajocco): inizialmente il nome di un bagattino, poi a partire dal 1450 circa una moneta dello Stato pontificio che è stata emessa fino alla metà del XIX secolo.
- Barbone: grosso da 12 soldi emesso a Lucca per la prima volta verso la metà del XV secolo. Fu emesso con regolarità dal XVI al XIX secolo pur variando notevolmente nei tipi e nel peso. Inizialmente al rovescio era rappresentato uno dei simboli della città, il Volto Santo di fronte, da cui il soprannome. Intorno al Volto Santo la scritta SANCTVS VVLTVS DE LVCA. Al diritto le lettere K N D V in una cornice a quattro lobi ed intorno + CAROLVS IMPERATOR. Nel XIX secolo sotto Felice ed Elisa Bonaparte Baciocchi fu declassato come valore, e detto perciò Barbonaccio.
- Battezzone: moneta d'argento emessa a Firenze verso il 1490, dal valore di 10 soldi. Era chiamata anche carlino o grossone. Al diritto aveva il giglio di Firenze ed al rovescio il Battista da cui il nome. Nel Cinquecento ne fu cambiato il valore ed assunse il nome di barile.
- Bezzo: italianizzazione di Batzen, moneta emessa dal Berna coniata per la prima volta nel 1498. In Italia fu coniata a Venezia in argento per la prima volta nel 1497 con il valore di mezzo soldo, cioè sei denari. In seguito la moneta subì una diminuzione di peso (bezzetto), poi fu battuta con un modulo più grande prima diminuendene il contenuto in argento ed infine in rame prendendo il nome di bezzone.
- Bianchetto: moneta emessa dai Savoia tra il 1356 ed il 1420. Valeva 1/12 di grosso del Piemonte. Fu emesso la prima volta da Amedeo VI, il Conte Verde, nel 1356. Fu imitato a Casale dai Paleologo di Monferrato.
- Bissolo: v. bissona
- Bissona: (o bissola) nome del denaro imperiale emesso a Milano per la prima volta da Bernabò Visconti. Recava lo stemma dei Visconti, il biscione. Fu coniata in rame anche in Svizzera a Bellinzona nella prima metà del XVI secolo per i Cantoni Uri, Svitto ed Untervalden.
- Bolognino:
  - Bolognino piccolo, emesso a Bologna grazie al privilegio accordato dall'imperatore Enrico VI nel 1191.
  - Bolognino grosso, il soldo di Bologna creato nel 1236 e dal valore di 12 piccoli. Pesava 1,41 g d'argento e fu emesso anche a Siena ed in altre città dell'Italia centrale.
- Bussola: nome scherzoso dato al grosso di Mantova emesso verso la fine del XV secolo.

## C

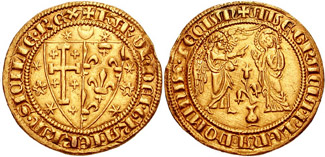
Carlino o Saluto d'oro di Carlo I d'Angiò

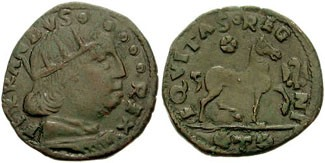
Cavallo di Ferdinando I di Napoli (1458-1494). Zecca dell'Aquila

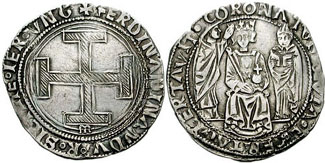
Coronato di Ferdinando I di Napoli

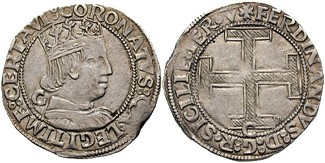
Coronato di Ferdinando I di Napoli

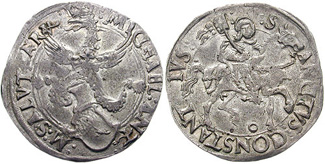
Cornuto di Michele Antonio di Saluzzo (1504-1538). Zecca di Carmagnola

- Cagliarese: moneta, dapprima in biglione, poi in rame battuta a Cagliari. I primi furono emessi da Ferdinando II di Aragona con il valore di due denari. Nel XVI secolo, con Carlo II divenne di rame. Dopo il passaggio della corona di Sardegna ai Savoia la moneta fu battuta fino al 1813.
- Carantano: nome dato al grosso tirolino quando il conte Mainardo II di Tirolo-Gorizia, nel 1286 diventò Duca di Carinzia. Con lo stesso nome veniva chiamata fino al 1858 nel Regno Lombardo-Veneto la moneta da 4 pfennig, pari a 1/60 di fiorino.
- Carlino: nome di monete d'oro e d'argento emesse per la prima volta a Napoli dalla fine del XIII da Carlo I d'Angiò. Quella d'argento fu battuta fino al 1860. Le prime monete presentavano al rovescio la scena dell'Annunciazione e per questo motivo furono anche chiamate Saluto.
  - Il nome fu preso più tardi anche da altre monete
- Carrarese: nome di un pezzo d'argento da 4 soldi di lira padovana emesso dal signore di Padova, Francesco I da Carrara (1355-1388).
- Carrarino: moneta di biglione da due soldi fatta coniare a Padova da Iacopo II dalla famiglia dei Carraresi. Sostituiva l'aquilino imperiale che aveva lo stesso valore. Presentava a dritto la croce accantonata dalle lettere I ed A per il nome e due carri per indicare il nome della famiglia. Al rovescio c'era l'immagine di San Prosdocimo. La stessa moneta, con tipi leggermente diversi fu emessa da Francesco I e da Francesco II.
- Castruccino: mezzo-grosso imperiale emesso nel 1325 dal signore di Lucca, Castruccio Castracani, in seguito alla vittoria su Firenze dell'Altopascio. Al dritto il busto dell'imperatore Ottone e la scritta OTTO REX ed al rovescio IMPERIALIS ed il nome della città LUCA. Fu battuto alla zecca di Signa.
- Cavallo: nome di diverse monete di piccolo taglio emesse da Ferdinando I per Napoli e per la Sicilia. Fu battuta nella zecca di Napoli ma anche in quelle di Aquila, Amatrice, Capua, Sulmona. In seguito furono battiti solo i multipli. La moneta da tre cavalli fu emessa per l'ultima volta nel 1804.
- Cavalotto: nome generico di monete di argento o mistura emesse nell'Italia settentrionale tra la fine del XV e l'inizio del XVI secolo. In comune il tipo del cavallo, sia da solo che cavalcato o da un santo (san Martino, san Maurizio) oppure dal principe.
- Cella (da aucella = uccello): pezzo d'argento emesso da Giovanna II d'Angiò (1414-1435) regina di Napoli nella zecca dell'Aquila. Valeva un quarto di carlino d'argento (quartarola) o 30 denari (trentina). Su un lato San Pietro seduto e sull'altro l'aquila. Fu emessa fino al 1458.
- Cinquina: piccola moneta d'argento emesso per la prima volta da Ferdinando I di Napoli dal valore di 5 tornesi o 1/4 di carlino. Con lo stesso nome fu emessa anche in Sicilia una moneta da 5 grana, che in questo caso valeva però 1/4 di tarì. Fu ancora battuto sotto Carlo III d'Asburgo nel 1722 e per l'ultima volta sotto Carlo di Borbone nel 1737. Altre monete con lo stesso nome furono battuta anche a Malta.
- Colombina: soprannome del grosso milanese da 5 soldi di Galeazzo Maria Sforza (1466 - 1476). Aveva una colomba e la scritta A BON DROIT. Ebbero lo stesso nome anche il grosso da 3 soldi di Luigi XIII di Francia e duca di Milano, nonostante l'assenza della colomba, e quello di Massimiliano Sforza che invece la presentava di nuovo.
- Cornabò (in piemontese corna di bue; detto anche Cornuto): nome popolare del mezzo-testone d'argento emesso in Piemonte tra la fine del XV secolo e l'inizio del XVI con il ritratto di Costantino I a cavallo. Fu coniato a Torino e Vercelli (dai Savoia), e a Casale dai marchesi di Monferrato, a Carmagnola dai marchesi di Saluzzo, a Masserano e Crevacuore dai Fieschi, a Montanaro dai Ferrero, ecc. Al rovescio recava uno scudo sormontato da un elmo con il cimiero a forma di aquila con le ali aperte. Le ali dell'aquila erano popolarmente dette corna, da cui il soprannome.
- Corona: in Italia era il nome di diverse monete tra cui i soldi d'argento battuti a Cuneo per Roberto d'Angiò, i mezzi carlini di Ferdinando I di Napoli che presentavano la lettera F sormontata da una corona e gli scudi d'oro di Carlo VIII di Francia per l'Italia meridionale. 
Il nome contraddistingue anche altre monete moderne e contemporanee.
- Coronato: carlino emesso nel 1458 da Ferdinando I di Napoli per commemorare la propria incoronazione avvenuta a Barletta. 
Al diritto presenta il re seduto al centro. Ai lati un cardinale che gli impone la corona e dall'altro un vescovo che collabora. Intorno la scritta + CORONATVS QVIA LEGITIME CERTAVIT. 
Al rovescio la croce di Gerusalemme ed intorno + FERDINANDVS D:G:R:SICI:IER:VNG
Ferdinando emise anche altri due coronati con tipi diversi: uno con il busto del re e la stessa scritta, rappresentato nella foto, e l'altro con lo stesso dritto ed al rovescio San Michele Arcangelo che uccide il drago. 
Esistono altre monete con lo stesso nome.

## D

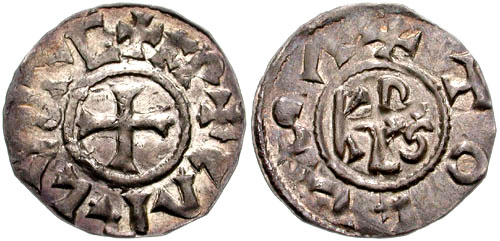
Denaro di Carlo Magno

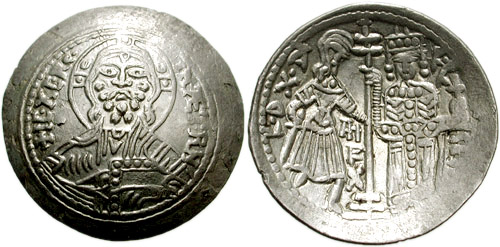
Ducale di Ruggero II (ca. 1140)

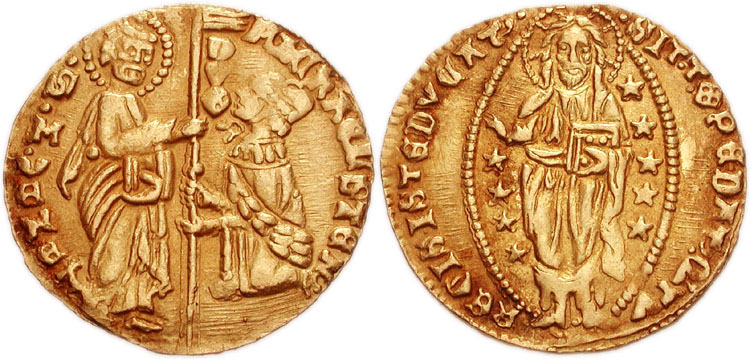
Ducato di Venezia (ca. 1400)

- Denaro: la più importante moneta medievale, che deriva il suo nome dal denier, la moneta creata da Carlo Magno con la sua riforma monetaria.
- Diamante: moneta d'argento di Ferrara dal valore di 4 soldi, emessa da Borso d'Este, Ercole I d'Este e dai loro successori. Al dritto il busto del duca ed al rovescio l'anello con il diamante e la scritta DEXTERA DÑI EXALTAVIT ME, che era il motto degli Estensi.
- Ducale: scifato d'argento coniato nel 1140 a Brindisi e messo in circolazione dal re di Sicilia Ruggero II a margine delle Assise di Ariano. La moneta fu emessa a ricordo dell'investitura del ducato di Puglia concessa al primogenito, Ruggero, da papa Innocenzo III alla fine della guerra tra Ruggero ed il Papato. Al dritto Ruggero ed il figlio in piedi tengono una croce. Fu battuta anche dal successore di Ruggero, Guglielmo I detto il malo.
- Ducato: nome di varie monete sia d'argento che d'oro. Tra le altre:
  - pezzo d'argento di Ruggero II di Sicilia (prima metà del XII secolo).
  - grosso veneziano del XIII secolo, detto Matapan.
  - pezzo d'oro pari al fiorino di Firenze, emesso per la prima volta dal doge Giovanni Dandolo nel 1284 e che in seguito prese il nome di zecchino.
  - nome di diverse monete emesse in periodi successivi.

## F

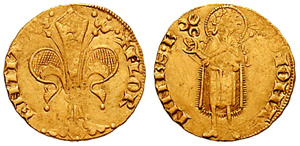
Fiorino (1332-1348)

- Ferrandino: nome del Ducato d'oro emesso da Ferdinando I di Napoli a Napoli nel 1465, con lo stesso peso e titolo del ducato di Venezia. I conii sono di Girolamo Liparolo.
- FERT: non è una moneta ma il motto di Casa Savoia e dell'Ordine supremo della Santissima Annunziata, istituito da Amedeo VI nel 1364. Caratterizza le monete di Casa Savoia a partire appunto da Amedeo VI. Il significato non è chiaro. Appare anche nelle monete del Regno d'Italia.
- Ferto: moneta da un quarto di grosso di Amedeo VI di Savoia.
- Filippone: nome del viennois (da Vienne in Francia) di Filippo di Savoia-Acaia, battuto a Torino. Inizialmente il valore era di 1/24 di grosso tornese, poi il valore fu portato ad 1/28 nel 1328.
- Fiorino: moneta d'oro da 3,54 g a 24 K emesso a Firenze per la prima volta nel gennaio del 1253. La moneta fu imitata da molti stati in Italia, Francia, Inghilterra, Olanda. Probabilmente la moneta più rappresentativa ed imitata in questo periodo. La denominazione proseguì in periodo moderno e contemporaneo.
- Fiorino della Regina: fiorino da 12 grossi emesso nel 1370 da Giovanna d'Angiò a Napoli.
- Fiorino gattesco, moneta d'oro di provenienza tedesca che circolava nell'Italia settentrionale. Il termine traduce il tedesco Katzengulden. Il nome era dato dalla presenza del leone, spregiativamente indicato come un gatto. Furono oggetto di ripetute grida da parte dei signori di Milano che li stimavano di bassa lega[1]. Furono coniati da Ludovico III del Palatinato e nella città di Überlingen[2].
- Follaro (da follis): moneta in rame coniata dagli Ostrogoti ed in seguito emessa nell'Italia meridionale da Bizantini e Longobardi. L'emissione fu continuata dai Normanni. Fu emesso in diverse aree del Mar Mediterraneo orientale.
- Forte: nome che indica una moneta di peso o titolo migliore rispetto alle altre.
  - Forte di Savoia: grosso emesso inizialmente da Edoardo conte di Savoia nel XIV secolo.

## G

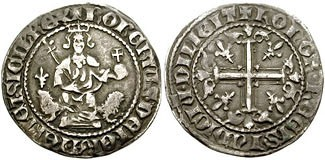
Gigliato di Roberto d'Angiò

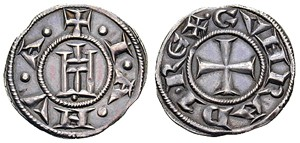
Grosso da 4 Denari di Genova (ca. 1272)

- Genovino d'oro: moneta simile al fiorino emessa a Genova per la prima volta nel 1252, poco prima della prima emissione della moneta fiorentina. Aveva lo stesso peso (3,5 g) e titolo (24 K); il diametro era di ca. 20 mm. Al dritto aveva la porta di un castello, tipica delle monete di Genova, ed intorno +IANUA, cioè «porta» in latino, che assonava con il nome della città e che era stato usato anche nelle prime monete. Al rovescio la croce ed intorno CVNRADVS REX, l'Imperatore Corrado III che nel 1139 aveva concesso alla città il diritto di battere moneta. Dopo il 1339, con Simon Boccanegra si iniziò a mettere l'indicazione del doge con la scritta X DVX IANVENSIVM PRIMVS. Fu emesso fino al 1415.
- Gigliato: nuovo carlino d'argento emesso a Napoli da Carlo II d'Angiò nei primi anni del XIV secolo. Al dritto era rappresentato il sovrano seduto. Al rovescio, al posto dell'Annunciazione c'era una croce ornata con gigli, da cui il nome. La moneta fu imitata da diverse zecche del Levante tra cui quella dei Cavalieri di Rodi. Lo stesso nome a volte indica il fiorino o altre monete che presentano il giglio come tipo.
- Giorgino: nome comune dato a diverse monete che raffigurano San Giorgio. Ad esempio un grosso d'argento coniato da Alfonso II d'Este ed alcune monete di Genova: una d'argento del 1668 per il Levante ed una d'oro del 1718 a 24 K.
- Grano (plurale grana): Inizialmente, sotto Federico II, era una frazione dell'oncia d'oro pari ad 1/600 di oncia. 10 grana formavano un carlino, 20 un tarì e un grano valeva 12 cavalli (o 12 denari in Sicilia). La moneta fu emessa per la prima volta da Ferdinando I di Napoli. Fu battuta fino al 1860.
- Grosso: nome dato a molte monete d'argento. La prima fu coniata per la prima volta in Italia nel 1172. Il valore poteva andare da 2 denari fino ad un soldo da 12 denari.
  - Grosso d'oro: una moneta di Lucca battuta sotto Federico II (1190-1250). Al diritto busto di Cristo di fronte ed al rovescio il monogramma ed il nome di Ottone.
  - Grosso aquilino: grosso coniato dal 1258 al 1271 nella zecca di Merano. Sostituito dal
  - Grosso tirolino: grosso coniato dalla fine del secolo XIII nella zecca di Merano.
  - moneta portoghese di Alfonso V di Portogallo (1438-1481) da undici denari.
- Grossone: nome generico dei multipli del grosso. I più noti sono quello emesso dal doge Francesco Foscari (1423) e quelli battuti a Bologna nel XV secolo sotto i Bentivoglio. C'era anche il grossone romano, il fiorentino, quello di Siena o della lupa e altri ancora.

## I
- Imperiale è il nome di diverse monete tra cui:
  - denaro emesso dall'imperatore del Sacro Romano Impero ed in seguito il nome di altre monete emesse sempre dagli imperatori o anche da altre zecche con gli stessi valori.
  - Moneta emessa a Milano da Federico Barbarossa (1155 - 1190), dal peso di ca. 0,9 g e dal titolo leggermente superiore al 500/1000.
  - moneta d'oro e d'argento fatte coniare nel 1530 da Carlo V a Bologna per la sua incoronazione. Al dritto l'imperatore ed al rovescio le colonne d'Ercole e la data.
  - altro nome dell'Augustale.

## K
- Kreuzer: altro nome del grosso tirolino. Il Kreuzer fu coniato anche in periodo moderno e contemporaneo.

## L

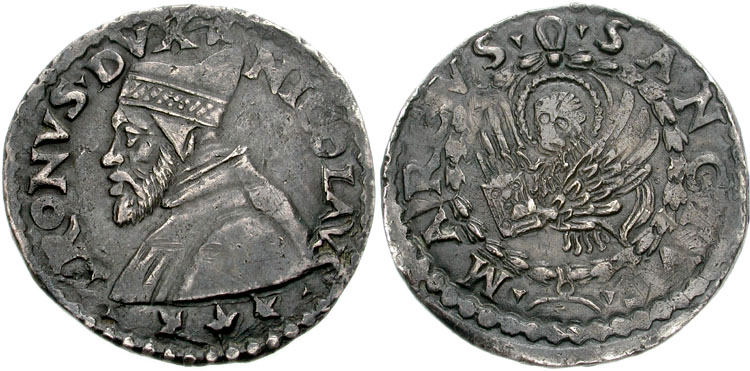
Lira o Tron battuta dal doge Nicolò Tron (1472)

- Lira: in periodo medievale, con la riforma monetaria carolingia era un'unità di conto pari a 240 denari o 20 soldi. 
Solo più tardi, sul finire del Medioevo furono emesse monete con questo nome.
Probabilmente la prima moneta con questo valore è il Tron, una moneta d'argento da ca. 6,4 grammi emessa a Venezia dal doge Nicolò Tron. Altre monete simili furono emesse a Milano, Genova (lira genovese), Pavia ecc. Furono emesse lire anche da Emanuele Filiberto.
- Libbra: in realtà è un peso.
  - Libbra romana: pesava 322,22 g ed era il riferimento per la monetazione fusa (aes grave).
  - Libbra di Carlo Magno: pesava ca. 409 g ed era divisa in 20 soldi o in 240 denari da ca 1,66 g. Era solo un'unità di conto perché l'unica moneta realmente emessa era il denaro.

## M

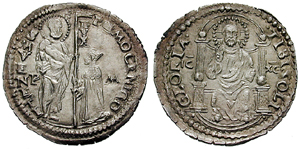
Marcello (1/2 lira) emesso dal doge Pietro Mocenigo (1474-1476)

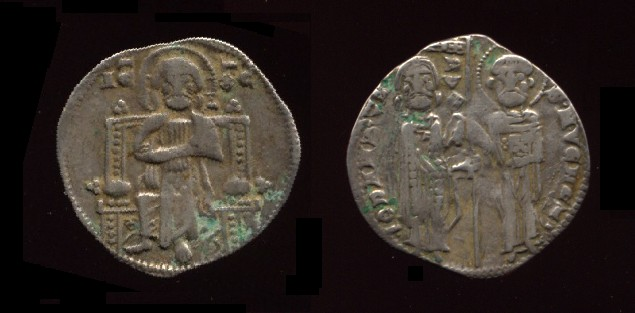
Matapan di Giovanni Dandolo (1280)

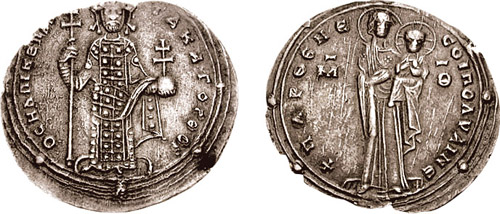
Miliarense di Romano III Argiro

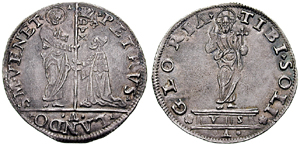
Mocenigo o lira (1541) del doge Pietro Lando (1539-1545)

- Maglia: (dal lat. medievale medalia, plurale di medialis, cioè mezzo) in genere mezzo denaro
  - Maglia di Bianchetto una moneta di mistura da mezzo grosso coniata dai Savoia.
- Marcello: moneta d'argento di Venezia emessa dal doge Nicolò Marcello (1473-4). Valeva 10 soldi cioè la metà della lira emessa dal suo predecessore, Nicolò Tron, nel 1471. Pesava 3,26 g ad un titolo di quasi 950/1000. I tipi erano quelli delle monete veneziane: il doge inginocchiato davanti a San Marco che gli consegna la bandiera al dritto e Cristo seduto al rovescio. Lo stile della moneta prelude decisamente alle monete moderne. Mantenne il nome anche con i successori.
- Marchesana (o anche marchesina): moneta coniata dagli Estensi, marchesi di Ferrara, e dai Gonzaga, marchesi di Mantova. Il nome rimase anche quando entrambe le dinastie ebbero il titolo ducale. La Lira marchesana di Ferrara valeva il doppio della Lira veneta. Il marchesino collegato valeva invece quanto il bolognino.
- Marchesano: ducato d'oro di Ludovico III Gonzaga (1414-1478). Fu battuto assieme al mezzo marchesano d'oro ed al marchesano d'argento.
- Marchetto: nome popolare del soldo veneziano. Vi era rappresentato San Marco, da cui il nome.
- Marcuccio: nome popolare del denaro piccolo veneziano coniato in basso argento agli inizi del XII secolo. Vi era rappresentato San Marco, da cui il nome.
- Martino: moneta di Lucca da 10 paoli con l'immagine di San Martino.
- Matapan (Matapane): soprannome del primo grosso emesso a Venezia a cavallo tra il XII ed il XII secolo da Enrico Dandolo, il doge della Quarta crociata. Era un grosso dal valore di 26 piccoli. È la prima moneta importante di Venezia, battuta particolarmente per i commerci con il Levante, imitando lo stile delle monete bizantine, come ad esempio il miliarense. 
Al dritto San Marco che consegna la bandiera al doge e Cristo seduto al rovescio. L'ultimo fu emesso dal doge Andrea Dandolo (1343 - 1354). Venne imitata da alcune zecche italiane.
- Mezzano (o mezzanino): termine usato per indicare una moneta che valeva la metà di un'altra. Mezzani furono emessi a Bologna (1/2 bolognino), in Abruzzo (1/2 carlino), veneto (detto anche bezzo)
  - Mezzano di Verona: mezzo grosso di 16 piccoli, emesso per la prima volta dal doge Francesco Dandolo. Peso 1,24 g, al 782/1000. Al dritto presentava il doge inginocchiato e con la bandiera ed al rovescio il busto di San Marco.
- Miliarense (Migliarese, Miliarese, Milliarensi): l'unica moneta d'argento battuta quasi regolarmente dagli Imperatori bizantini. Era battuto a partire dal sesto secolo con titolo variabile e generalmente con un peso fra 7,5 e 8,5 grammi. Circolava in Italia, in particolare in Italia meridionale e nelle città che commerciavano con il Levante.
- Minuto: nome preso dal piccolo in alcune città italiane, in particolare a Genova, a Verona ed in Sardegna per le monete delle zecche di Alghero, Bosa, Cagliari e Sassari.
- Mocenigo: nome della lira veneziana emessa da Pietro Mocenigo nel 1474-1476. I tipi sono quelli classici: al dritto è rappresentato il doge inginocchiato che riceve lo stendardo da San Marco ed al rovescio il Cristo nimbato. Pesava ca. 6,52 ed era al titolo del 928/1000. Mantenne il nome anche con i dogi successivi.
 Ebbero lo stesso nome anche monete simili di Modena e Mantova, coniate nel XVI secolo.

## N

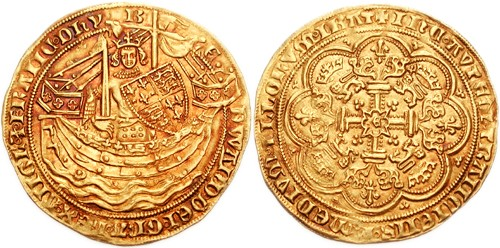
Noble di Edoardo III (1327-1377)

- Nera: espressione per indicare una moneta a titolo inferiore a quello nominale.
- Noble (eng. noble): moneta d'oro coniata in Inghilterra a partire dal 1344 da Edoardo III. Al dritto il re su una nave ed al rovescio una croce gigliata accantonata da 4 leopardi coronati.
- Novino: termine in uso nel XV secolo a Milano e a Parma per indicare monete emesse in Savoia, a Genova e dai vescovi di Losanna dal valore di 9 denari.

## O

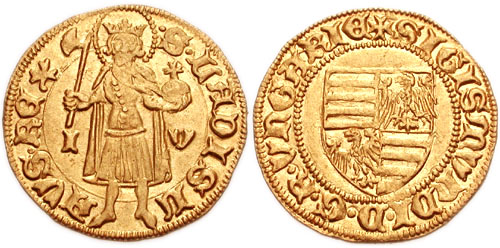
Ongaro coniato in Ungheria da Sigismondo (1387-1437)

- Ongaro: nome italiano del fiorino coniato in Ungheria nella prima metà del Trecento. Questa moneta fu largamente imitata in molti paesi. Le imitazioni più famose erano quelle battute nei Paesi Bassi, a loro volta ampiamente imitate da zecche italiane come Bozzolo, Casale, Castiglione delle Stiviere. Poiché era in genere rappresentato un guerriero con larghe brache, erano dette anche ongari bragoni. Pesava 3,40 g come il Fiorino di Firenze.
- Ottène: moneta da 3 denari coniata a Savona da Luigi XI di Francia tra il 1461 ed il 1464.
- Ottolino: o Othoniensis, denaro in argento coniato a Pavia a partire dal regno di Ottone I di Sassonia e in seguito sotto i suoi successori Ottone II e Ottone III. L'ottolino è attestato ancora nell'XI e XII secolo con le emissioni più tarde. Al diritto nel campo si ritrovano la croce nel campo e la legenda sul bordo con il nome dell'imperatore (suprema autorità emittente); al rovescio invece solitamente PAPIA, l'indicazione della zecca.
- Ottino: nome usato a Milano agli inizi del XV secolo per indicare il grosso quando, sotto Gian Galeazzo Visconti, il suo valore passò da 12 a 8 denari imperiali.

## P

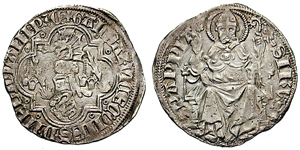
Pegione o grosso di Pavia coniato da Galeazzo II Visconti (1359-1378)

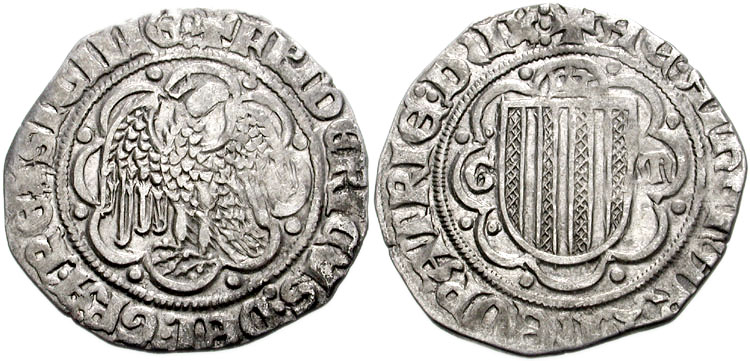
Piereale del Regno di Sicilia di Federico IV (1355-1377). Zecca di Messina

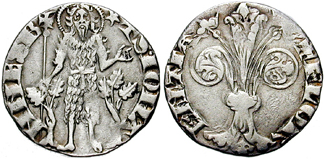
Popolino o Fiorino d'argento di Firenze (1306)

- Papiense (denaro papiense o papiese): vedi pavese nome dei denari di Pavia (Papia in latino).
- Parpagliola: moneta di mistura dei secoli XIV e XV, originaria della Provenza. Fu imitata dai vescovi di Losanna ed anche in Savoia, a Milano dove valeva 2 soldi e 6 denari. In seguito fu battuta anche a Siena e da altre zecche italiane. L'ultima fu battuta a Milano sotto Napoleone.
- Patacchina (o petacchina): nome prima popolare e poi ufficiale della moneta di biglione dal valore di un quarto di grosso emessa a Genova e a Savona nella seconda metà del XIV secolo. Era equivalente al sesino da 6 denari.
- Pavese (o pavesano): denaro imperiale battuto dalla zecca di Pavia. I primi furono battuti in età carolingia. Grazie alla sua qualità, fu tra i più diffusi ed apprezzati in Italia almeno fino alla metà del XII secolo[3], rimanendo moneta di riferimento in alcune zone dell'Italia nord-occidentale, come il Monferrato, fino alla fine del Trecento[4].
- Pepolese: doppio bolognino imitante il grosso di Ancona ed emesso da Taddeo Pepoli che fu signore a Bologna dal 1337 al 1347.
- Picchione (o pegione): nome popolare del grosso emesso a Milano nel XIV secolo da Galeazzo II e da Bernabò Visconti dal valore di 18 denari, cioè un soldo e 1/2. In seguito fu dato anche alle monete di pari valore di Gian Galeazzo Visconti e dei suoi successori.
  - Picchione del Marchese: battuto a Casale dai Paleologo, marchesi del Monferrato.
- Piccolo: (anche picciolo, pizolo) nome usato per la moneta di minor valore. Cominciò ad entrare in uso quando accanto al denaro oramai svalutato (denarus parvus) si cominciarono a battere i primi grossi. Forse il primo piccolo fu emesso a Venezia dal doge Sebastiano Ziani.
  - Picciolo: moneta fiorentina da un quarto di quattrino.
- Pictavino (o pittavino, da Pictavi, nome latino di Poitiers): i denari pittavini erano quelli battuti dai conti di Poitou a Poitiers.
- Piereale (anche pereale, pirreale, cioè reale di Pietro): moneta da un reale battuta per la prima volta a Messina da Pietro III d'Aragona (1282-1285). Piereali furono battuti in Sicilia dagli Aragona fino a Martino II.
  - Pereale d'oro: pesava 5 trappesi a 24 K e valeva un tarì d'oro.
  - Pereale d'argento: era un carlino da 10 grana.
- Popolino: nome del fiorino d'argento battuta a Firenze alla fine del XIII secolo. Monete con lo stesso nome furono emesse a Roma, con il valore di 1/12 del grosso, ed a Lucca, in mistura, nel 1369. Il popolino di Roma aveva come tipo il leone.
- Provisino: era il nome italianizzato del Provinois, il denaro emesso a Provins e che circolava anche in Italia. Il Senato di Roma, verso il 1184, fece emettere un provisinus senatus. La coniazione durò fino alla riforma monetaria di Eugenio IV.

## Q

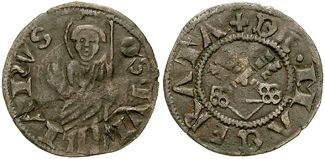
Quattrino papale di biglione emesso a Macerata (1447-1471)

- Quartarola: piccola moneta d'oro di Genova dell'inizio del XIII secolo dello stesso valore e peso del tarì. Fu poi resa uguale ad 1/4 di genovino. Pesava poco meno di un grammo.
- Quartarolo: termine utilizzato per monete di un quarto di valore. A Venezia il quartarolo era una piccola moneta di biglione del valore di 1/4 di denaro che fu battuta per la prima volta dal doge Enrico Dandolo. Recava al diritto le lettere V-N-C-E disposte a croce e al rovescio una croce accantonata da gigli. Fu emessa dal 1192 al 1328.
  - Quartarolo aquilano: la moneta di Giovanna II d'Angiò detta anche cella.
- Quartiglio: moneta d'oro battuta dagli arabi, dai normanni e dagli svevi in Sicilia. Valeva un quarto di dinar.
- Quarto: moneta di biglione emessa nel Ducato di Savoia tra in XIV ed il XVIII secolo. Recava la scritta FERT e valeva tre denari o 1/4 di grosso.
- Quattrino: moneta prima in mistura e poi in rame che valeva 4 denari. 
Fu battuta dal XIII al XIX secolo da quasi tutte le zecche italiane.
- Quintina: piccola moneta d'argento del Regno di Napoli da 12 piccoli (o 1/5 di carlino) battuta nel 1466.

## R
- Ramesina: moneta di rame.

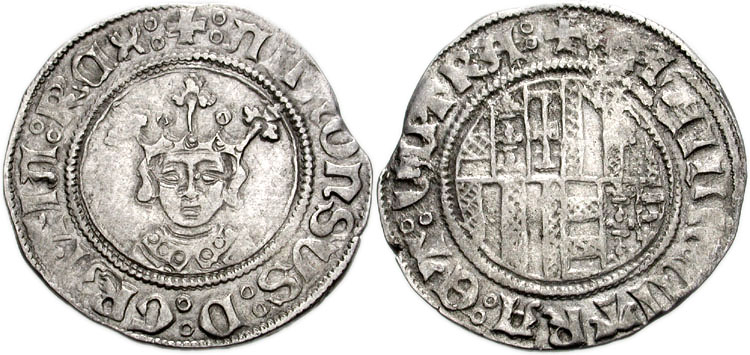
Reale del Regno di Napoli di Alfonso V d'Aragona (1442-1458)

- Reale: nome di moltissime monete di varie dimensioni e valore emesse da moltissimi stati in Italia e fuori. Gli ultimi in Italia furono quelli da emessi per la Sardegna da Vittorio Emanuele I fino al 1812.
  - Reale grosso: grosso d'argento fatto coniare ad Alghero da Alfonso V d'Aragona nel 1442 dal peso di 3,11 g, affiancato da un reale minuto di 0,85 g.
  - Reale aragonese (o semplicemente aragonese): grosso d'argento coniato all'Aquila nel 1443 su concessione di Alfonso V d'Aragona dal valore di 15 tornesi.
  - Reale di Carlo d'Angiò: moneta d'oro emessa Carlo I nella nuova zecca di Barletta nel 1266. Dopo il 1278, quando fu chiusa la zecca di Barletta, la coniazione passò a Napoli dove era stata creata la nuova zecca reale. Doveva sostituire, con lo stesso peso e titolo, l'augustale di Federico II.
- Robertino: soprannome del gigliato emesso da Roberto d'Angiò in qualità di conte di Provenza e a Napoli. Fu emesso per la prima volta nel 1312 a opera dell'incisore Ottavio di Pierotto.

## S
- Saluto (moneta):

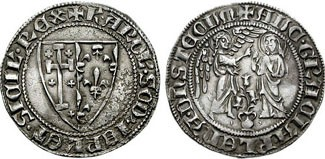
Saluto d'argento di Carlo II

  - — d'oro: moneta (ufficialmente carlino d'oro) da 4,4 g a 24 K. Emesso a Napoli da Carlo I d'Angiò nel 1278, aveva lo stesso valore del reale e dell'augustale. Quando i tipi furono modificati da Carlo II d'Angiò che al posto dell'Annunciazione mise la croce gigliata prese il nome di Gigliato.
  - — d'argento: moneta d'argento con gli stessi tipi della precedente: stemma degli Angioini (croce di Gerusalemme e gigli) al dritto e Annunciazione al rovescio.
  - — Monete con lo stesso nome furono emesse in Francia ed in Inghilterra.
- Sampierino: soldo d'argento emesso dal Senato di Roma, congiuntamente con il papa, verso il 1297 in previsione del Giubileo. Valeva 12 provisini e pesava 1,5 g al titolo di 885/1000. Al dritto San Pietro (da cui il nome) ed al rovescio San Paolo, i patroni della città. È anche la prima moneta in cui l'autorità della chiesa è accanto a quella senatoria.
- Sanese (o senese) d'oro: moneta coniata a Siena, nel 1376, di peso e bontà simile al fiorino. Dopo il 1486 prese il nome di ducato.
- Saraceno: nome popolare che veniva usato in Italia per il dinar. Il nome di bisante saracenato era attribuito ai bisanti con scritte arabe, monete d'oro emesse dagli Arabi e pari al solido di Bisanzio.
- Scudo (in francese écu, in spagnolo ed in portoghese escudo): nome di monete in oro o argento: furono chiamate così perché le prime recavano lo stemma dell'autorità che le aveva emesse. Furono emessi scudi fino al XIX secolo.
- Secusino (propriamente denaro secusino): emesso a Susa (Secusia in latino) dai Conti di Savoia a partire da Umberto II (1080-1103) fino ad Umberto III (1148-1188). Recava la scritta SECUSIA
- Sesino: moneta generico delle monete di biglione da 6 denari (mezzo soldo) circolanti in tra il XV ed il XVI secolo: sesino di Avignone, di Milano, perugino, veneto.
- Soldo: da solido. Al tempo di Carlo Magno è una unità di conto, pari a 12 denari. Il primo soldo da 12 denari viene emesso in Italia alla fine del XII secolo a Milano dall'imperatore Enrico IV accanto ad un grosso da 24 denari.

## T

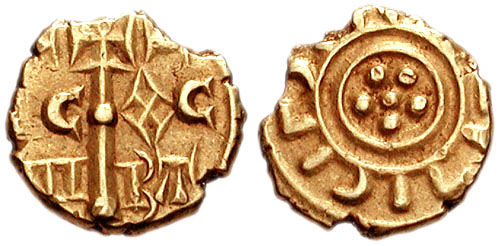
Tarì d'oro del Regno di Sicilia di Federico II (1220-1250). Zecca di Brindisi?

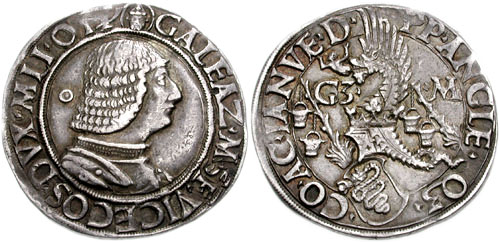
Testone di Galeazzo Maria Sforza (1468-1476)

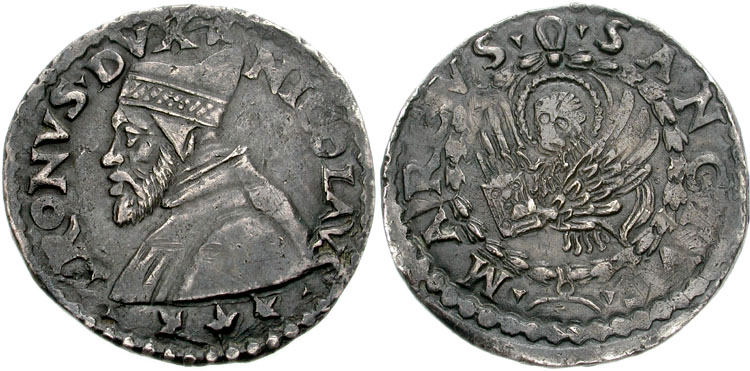
Lira o Tron (1472)

- Tarì: nome di origine araba che indica una moneta d'oro emessa nella Sicilia araba agli inizi del X secolo e del valore di un quarto di solido cioè 0,88 g. Tra X e XI secolo fu coniata nelle zecche di Salerno e Amalfi dai principi longobardi prima e dai normanni dopo. Nel 1500 divenne una moneta d'argento. Tarì e multipli furono emessi fino all'inizio del XIX secolo.
- Terzarola: moneta d'oro del valore di un terzo di genovino emessa al tempo di Simone Boccanegra (1339-1345) con il peso di 1,06 grammi.
- Terzarolo: moneta milanese del valore di mezzo denaro.
- Testone: moneta d'argento di modulo grande dal valore di 1/4 di scudo. I primi cominciarono a circolare in Italia dopo il 1470. Secondo molti studiosi l'apparizione dei testoni segna il passaggio dalla monetazione medievale a quella moderna. Il nome deriva dalla presenza al dritto del profilo del sovrano.
Uno dei primi fu il mocenigo battuto a Venezia sotto il doge Pietro Mocenigo (1474-1476). Ma il più noto è quello emesso a Milano da Galeazzo Maria Sforza, del valore da una lira.
- Tirolino: grosso emesso in Tirolo alla fine del XIV secolo
- Torellino: piccolo della zecca di Parma emesso tra il 1260 ed il 1345. Al diritto l'immagine di un piccolo bue.
- Tornese (dal francese denier tournois o semplicemente tournois, cioè denaro di Tours): denaro d'argento emesso a Tours in Francia ed imitato ovunque in Europa.
  - In Italia ebbero questo nome molte monete specialmente nel Meridione.
  - Tornese napoletano: la moneta di rame emessa dagli Aragona a Napoli alla metà del XV secolo e battuta fino al 1860. Valeva 1/20 di carlino o 6 cavalli.
- Tornesello: piccolo tornese d'argento emesso a Venezia dal doge Andrea Dandolo (1343-1254) e dai successori con gli stessi tipi del soldino.
- Tredisino (o tredicino): mezza lira di Bologna emessa da Ercole Bentivoglio nel 1471 del valore di 3 bolognini. A Roma lo stesso nome aveva la mezza gabella.
- Tremisse: moneta d'oro bizantina circolante in Italia nell'Alto Medioevo dal valore di 1/3 di solido. Tremissi furono coniati in Italia a Lucca, Benevento, Pavia, Pisa, Milano, ecc.
- Trentina: cfr. cella.
- Trillina: (o terlina) piccola moneta di mistura milanese da 3 denari battuta per la prima volta da Giovanni Maria Visconti (1402 - 1412), dal peso di 0,76 g con un titolo di 200/1000. Fu imitata a Cremona, Parma, Piacenza e Mantova.
- Trino: moneta da tre denari battuta a Perugia nella seconda metà del XV secolo
- Trionfo: moneta d'oro emessa in Sicilia da Ferdinando il cattolico. Prendeva il posto del Reale ed aveva lo stesso peso e valore dello zecchino.
- Tron o Trono: soprannome della lira emessa dal doge Nicolò Tron nel 1472. Fu incisa da Antonello della Moneta. È comunemente considerata la prima lira emessa in Italia.

## V
- Veronese: denaro imperiale emesso a Verona tra il 1039 ed il 1125. Pesava 0,45 g con un titolo di 233/1000. Aveva una croce su entrambi i lati e per questo era definito anche crociato.
- Viennese (fr. viennois) denaro degli arcivescovi di Vienne, in Francia che batterono moneta sin dal X secolo. Fu coniato, imitandolo, dai Conti e Duchi di Savoia dal XIII secolo al XVI secolo.
- Volpetto: vedi Armellino.

## Z

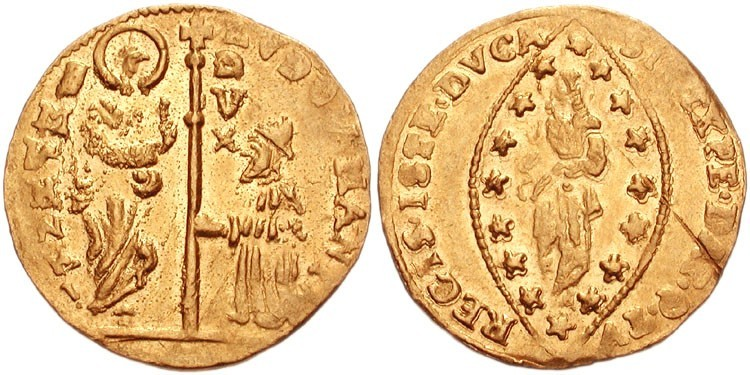
Zecchino di Ludovico Manin, ultimo doge di Venezia

- Zecchino: nome preso dal ducato di Venezia sotto il doge Pietro Lando (1539-1545). Fu battuto fino alla fine della repubblica sempre con gli stessi tipi.
- Zuliato (o Ziato): nome dialettale del gigliato di Tortona. Fu emesso nel 1325 e nel 1329 e valeva poco meno di 20 denari di Genova.